# Code international des signaux maritimes
Le code international des signaux maritimes est un système de communication visuel (principalement) et auditif (sous condition) mis en place dans toutes les marines du monde permettant de converser quelle que soit la langue parlée par le bâtiment d'origine du message et son (ou ses) destinataire (s). Il est composé des lettres de l'alphabet et de chiffres à l'aide de différents pavillons, flammes ou triangles, appelés « flottants ».
Un flottant peut se présenter sous différentes formes : Pavillons (pavillon alphabétique sauf Alfa et Bravo qui sont des guidons), flammes (flamme du code ou numérique) ou triangles (substitut).
Un flottant ou la combinaison de plusieurs flottants constituent un signal flottant.
Les flottants peuvent être utilisés de plusieurs manières :
- Chaque flottant peut représenter une lettre d'un message
- Chaque flottant a une signification propre
- Un ou plusieurs flottants peuvent former un mot codé (ou signal) qui peut être décodé à l'aide d'un document détenu par les deux bateaux. Pour la France, ce document est l'ouvrage SH3  : Ouvrage numéro 3 du Service hydrographique et océanographique de la marine téléchargeable gratuitement sur le site[1].
- Lors de courses de yachts ou de dinghys, les flottants ont d'autres significations. Par exemple, le pavillon (ou guidon) B montré par un navire régatier, signifie « J'ai l'intention de déposer une réclamation », le pavillon P est utilisé pour indiquer un départ imminent, et le pavillon S signifie que la course est raccourcie.

Nota : L'OTAN utilise un autre code classé confidentiel défense, l'ATP 1 volume A (Allied Tactical Publication no 1 A) pour communiquer des messages opérationnels ou spécifiques entre bâtiments militaires, affrétés ou réquisitionnés. Quand deux navires appartenant à des marines de l'OTAN communiquent au moyen du code international, le signal flottant est précédé par la « flamme du code ». Ce qui signifie que le message est à décoder dans le code international

A (Alpha) J'ai un scaphandrier en plongée; tenez-vous à distance et avancez lentement.
B (Bravo) Je charge, ou décharge, ou je transporte des marchandises dangereuses.
C (Charlie) Oui (réponse affirmative), ou le groupe qui précède doit être compris comme une affirmation
D (Delta) Ne me gênez pas, je manœuvre avec difficulté
E (Echo) Je viens sur tribord
F (Foxtrot) Je suis désemparé, communiquez avec moi.
G (Golf) J'ai besoin d'un pilote. Par un navire de pêche : « Je relève mes filets »
H (Hotel) J'ai un pilote à bord
I (India) Je viens sur bâbord
J (Juliet) Tenez vous à distance j'ai un incendie à bord et je transporte des marchandises dangereuses, ou j'ai une fuite de substances dangereuses.
K (Kilo) Je désire communiquer avec vous ou je vous invite à transmettre.
L (Lima) Stoppez votre navire immédiatement. Si à l'arrêt, signal de quarantaine
M (Mike) Mon navire est stoppé et n'a plus d'erre
N (November) Non (réponse négative), ou le signal qui précède doit être compris sous forme négative.
O (Oscar) Homme à la mer
P (Papa) Au port : Toutes les personnes doivent se présenter à bord, le navire va prendre la mer.
Q (Quebec) Mon navire est indemne, je demande la libre-pratique.
R (Romeo) Reçu, ou J’ai reçu votre dernier signal (ne s'emploie pas par pavillons, voir #Flamme du code)
S (Sierra) Je bats en arrière.
T (Tango) Ne me gênez pas je fais du chalutage jumelé.
U (Uniform) Vous courez vers un danger
V (Victor) Je demande assistance
W (Whiskey) Demande d'assistance médicale
X (X-ray) Arrêtez vos manœuvres et veillez mes signaux
Y (Yankee) Mon ancre chasse
Z (Zulu) J'ai besoin d'un remorqueur. Par un navire de pêche : « Je mets mes filets à l'eau ».

Les noms (Alfa, Bravo, etc., Yankee et Zulu) sont issus de l'alphabet OACI.

## Signaux de deux lettres
Ces signaux sont des exemples, la totalité se trouve dans le code S.H.3.
| Combinaison | pavillons ou guidons | Signification |
| ----------- | -------------------- | --- |
|             | NC                   | Je suis en détresse |
|             | QQ                   | J'ai des réponses positives aux questions de santé (par exemple : maladie contagieuse à bord). (Voir ci-dessous pour l'emploi du guidon) |
|             | ED                   | Votre signal de détresse a été compris                                                                                                   |
|             | KP                   | Remorquez-moi au port |
|             | FO                   | Je me tiens à côté de vous |
|             | PM                   | Suivez-moi |
|             | IR                   | Restez à l'écart |
|             | JG                   | Je suis échoué |
|             | NA                   | Navigation interdite |
|             | KN                   | Je ne peux pas vous remorquer |
|             | JB                   | Il y a un danger d'explosion |
|             | VE                   | Je désinfecte mon navire |
|             | RS                   | Il est interdit de monter à bord |
|             | UW                   | Je vous souhaite bon voyage |

## Signaux de trois flottants commençant par M (Mike)
Dans le SH32, il y a une section de signaux à trois flottants commençant par M (Mike). Ce sont des signaux médicaux envoyés pour demander une assistance médicale ou pour donner un avis médical.

## Flammes numériques

1
2
3
4
5
6
7
8
9
0

## Substituts
Ces flottants en forme de triangle permettent à un navire de communiquer un message utilisant plusieurs fois le même pavillon sans toutefois posséder plusieurs collections de pavillons.
A quai, et sur navire militaire exclusivement, le troisième substitut hissé signifie que le capitaine du navire est absent.

1er substitut Répète le 1er pavillon
2e substitut Répète le 2e pavillon
3e substitut Répète le 3e pavillon
4e substitut Répète le 4e pavillon

Voici un tableau qui illustre leur utilité.
| "N"     |
| "O"     |
| "NO"    |
| "NON"   |
| "NOO"   |
| "NOON"  |
| "NONO"  |
| "NONON" |
| "NONNN" |

## Flamme du code
Cette flamme est utilisée par le navire destinataire du signal flottant pour accuser réception (à mi drisse pour dire qu'il a vu, à bloc pour dire qu'il a compris), ou par le navire origine pour signifier la fin de transmission. Il est aussi nommé "Aperçu".
Entre des flammes numériques, elle représente la virgule décimale : par exemple, sous un signal médical à trois lettres signifiant "la température du malade prise dans la bouche est de", on ajoutera les flammes 3, 9, Aperçu, et le 2e substitut pour indiquer une température de 39,9 °C.
Elle est hissée par les navires de guerre de l'OTAN pour signifier que le signal hissé sous celle-ci est à décoder dans le Code international (S.H.3), et non dans l'ATP 1 A volume 1.

Flamme du code ou Aperçu.

## Exemple
Selon le Code international, pour écrire un message en langage clair, il faut d'abord hisser les pavillons Y et Z (le message qui suit est en langage clair), puis séparer le message par un tack (intervalle). Par exemple, pour écrire le mot Boston en utilisant le pavillon de répétition de la deuxième lettre (ici, un « o ») :
| Boston             |
|                    |
|                    |
| intervalle ou tack |
|                    |
|                    |
|                    |
|                    |
|                    |
|                    |

En phonie, il faudrait dire : Yankee, Zulu. break. Bravo, Oscar, Sierra, Tango, Oscar, November.
La signification des signaux flottants utilisés par l'OTAN diffère de celle du Code international, et par conséquent les navires de guerre hisseront la flamme du code supérieure au signal pour indiquer qu'il doivent être décodés dans le S.H.3 et non dans l'ATP 1 A volume 1.
En plus des pavillons et flammes du code international, l'ATP 1 A volume 1 utilise des flammes spéciales.

## Flammes spéciales
Elles ont la forme d'une flamme (ANS), d'un triangle (SPEED) ou d'un guidon (FLOTILA).

Code ou Réponse (ANS)
Préparation (PREP)
Interrogation (INT)
Négatif (NEGAT)
Désignation (DESIG)
Changement de route (CORPEN)
Tourner (TURN)
Écran (SCREEN)
Vitesse (SPEED)
Poste (STATION)
Bâbord (PORT)
Tribord (STBD)
Formation (FORM)
Division (DIV)
Escadre (SQUAD)
Flottille/Groupe (FLOTILA)
Subdivision (SUBDIV)
Extrême Urgence (EMERG)

## Pavillons numériques

0
1
2
3
4
5
6
7
8
9

## Navires civils de l’Allemagne et du Japon occupés en 1945
Après la capitulation en 1945, les lettres C, D et E ont été dérivées en pavillon marchand pour respectivement l’Allemagne, Okinawa et le Japon.